# منتخب بوتان تحت 17 سنة لكرة القدم
منتخب بوتان تحت 17 سنة لكرة القدم (بالإنجليزية: Bhutan national under-17 football team)، هي منتخب قومي لكرة القدم لمن يلعب تحت سن 17 سنة في بوتان، حيث شاركت في تصفيات كأس آسيا للناشئين 4 مرات، ولم تتأهل إلى النهائيات الآسيوية، وكذلك لم تشارك في كأس العالم تحت سن 17 سنة.

## سجل التنافس

### سجل بطولة آسيا للناشئين تحت 16 عاما
| بطولة آسيا للناشئين تحت 16 عاما | بطولة آسيا للناشئين تحت 16 عاما | بطولة آسيا للناشئين تحت 16 عاما | بطولة آسيا للناشئين تحت 16 عاما | بطولة آسيا للناشئين تحت 16 عاما | بطولة آسيا للناشئين تحت 16 عاما | بطولة آسيا للناشئين تحت 16 عاما | بطولة آسيا للناشئين تحت 16 عاما | بطولة آسيا للناشئين تحت 16 عاما |
| المضيف/السنة                    | النتيجة                         | لعب                             | فاز                             | تعادل*                          | خسر                             | له                              | عليه                            |                                 |
| ------------------------------- | ------------------------------- | ------------------------------- | ------------------------------- | ------------------------------- | ------------------------------- | ------------------------------- | ------------------------------- | ------------------------------- |
| 1985                            | لم يشارك                        | -                               | -                               | -                               | -                               | -                               | -                               |                                 |
| 1986                            | لم يشارك                        | -                               | -                               | -                               | -                               | -                               | -                               |                                 |
| 1988                            | لم يشارك                        | -                               | -                               | -                               | -                               | -                               | -                               |                                 |
| 1990                            | لم يشارك                        | -                               | -                               | -                               | -                               | -                               | -                               |                                 |
| 1992                            | لم يشارك                        | -                               | -                               | -                               | -                               | -                               | -                               |                                 |
| 1994                            | لم يشارك                        | -                               | -                               | -                               | -                               | -                               | -                               |                                 |
| 1996                            | لم يشارك                        | -                               | -                               | -                               | -                               | -                               | -                               |                                 |
| 1998                            | انسحب                           | -                               | -                               | -                               | -                               | -                               | -                               |                                 |
| 2000                            | انسحب                           | -                               | -                               | -                               | -                               | -                               | -                               |                                 |
| 2002                            | انسحب                           | -                               | -                               | -                               | -                               | -                               | -                               |                                 |
| 2004                            | لم يتأهل                        | -                               | -                               | -                               | -                               | -                               | -                               |                                 |
| 2006                            | انسحب                           | -                               | -                               | -                               | -                               | -                               | -                               |                                 |
| 2008                            | لم يتأهل                        | -                               | -                               | -                               | -                               | -                               | -                               |                                 |
| 2010                            | لم يتأهل                        | -                               | -                               | -                               | -                               | -                               | -                               |                                 |
| 2012                            | لم يشارك                        | -                               | -                               | -                               | -                               | -                               | -                               |                                 |
| 2014                            | لم يتأهل                        | -                               | -                               | -                               | -                               | -                               | -                               |                                 |
| 2016                            | لم يشارك                        | -                               | -                               | -                               | -                               | -                               | -                               |                                 |
| 2018                            | لم يتأهل                        | -                               | -                               | -                               | -                               | -                               | -                               |                                 |
| الاجمالي                        |                                 | 0                               | 0                               | 0                               | 0                               | 0                               | 0                               |                                 |

*Denotes draws includes knockout matches decided on  ركلات الجزاء. Red border indicates that the tournament was hosted on home soil. Gold, فضية, bronze backgrounds indicates المركز الأول، 2nd and 3rd finishes respectively. Bold text indicates best finish in tournament.

### سجل بطولة اتحاد جنوب آسيا تحت 16 سنة
| بطولة اتحاد جنوب آسيا تحت 16 سنة | بطولة اتحاد جنوب آسيا تحت 16 سنة | بطولة اتحاد جنوب آسيا تحت 16 سنة | بطولة اتحاد جنوب آسيا تحت 16 سنة | بطولة اتحاد جنوب آسيا تحت 16 سنة | بطولة اتحاد جنوب آسيا تحت 16 سنة | بطولة اتحاد جنوب آسيا تحت 16 سنة | بطولة اتحاد جنوب آسيا تحت 16 سنة | بطولة اتحاد جنوب آسيا تحت 16 سنة |
| المضيف/السنة                     | النتيجة                          | لعب                              | فاز                              | تعادل*                           | خسر                              | له                               | عليه                             |                                  |
| -------------------------------- | -------------------------------- | -------------------------------- | -------------------------------- | -------------------------------- | -------------------------------- | -------------------------------- | -------------------------------- | -------------------------------- |
| 2011                             | لم يشارك                         | -                                | -                                | -                                | -                                | -                                | -                                |                                  |
| 2013                             | الجولة 1                         | 3                                | 0                                | 1                                | 2                                | 1                                | 10                               |                                  |
| 2015                             | لم يشارك                         | -                                | -                                | -                                | -                                | -                                | -                                |                                  |
| 2017                             | المركز الرابع                    | 4                                | 1                                | 0                                | 3                                | 6                                | 14                               |                                  |
| الاجمالي                         |                                  | 7                                | 1                                | 1                                | 5                                | 7                                | 24                               |                                  |

### اتحاد جنوب آسيا تحت 16 سنة
| تاريخ بطولة اتحاد جنوب آسيا تحت 16 سنة | تاريخ بطولة اتحاد جنوب آسيا تحت 16 سنة | تاريخ بطولة اتحاد جنوب آسيا تحت 16 سنة | تاريخ بطولة اتحاد جنوب آسيا تحت 16 سنة |
| السنة                                  | الجولة                                 | النتيجة                                | النتيجة                                |
| -------------------------------------- | -------------------------------------- | -------------------------------------- | -------------------------------------- |
| 2013                                   | الجولة 1                               | نيبال 7–0 Bhutan                       | خسر                                    |
| 2013                                   | الجولة 1                               | Bhutan 0–0 باكستان                     | تعادل                                  |
| 2013                                   | الجولة 1                               | Bhutan 1–3 أفغانستان                   | خسر                                    |
| 2017                                   | الجولة 1                               | Bhutan 6–0 سريلانكا                    | فاز                                    |
| 2017                                   | الجولة 1                               | بنغلاديش 3–0 Bhutan                    | خسر                                    |
| 2017                                   | نصف النهائي                            | الهند 3–0 Bhutan                       | خسر                                    |
| 2017                                   | المركز الثالث match                    | بنغلاديش 8–0 Bhutan                    | خسر                                    |

## تاريخ المشاركات لكأس آسيا تحت 17 سنة
| بطولة آسيا تحت 16 سنة لكرة القدم | بطولة آسيا تحت 16 سنة لكرة القدم | بطولة آسيا تحت 16 سنة لكرة القدم | بطولة آسيا تحت 16 سنة لكرة القدم | بطولة آسيا تحت 16 سنة لكرة القدم | بطولة آسيا تحت 16 سنة لكرة القدم | بطولة آسيا تحت 16 سنة لكرة القدم | بطولة آسيا تحت 16 سنة لكرة القدم | بطولة آسيا تحت 16 سنة لكرة القدم |
| استضافة / السنة                  | النتيجة                          | ل                                | ف                                | ت*                               | خ                                | له                               | عليه                             |                                  |
| -------------------------------- | -------------------------------- | -------------------------------- | -------------------------------- | -------------------------------- | -------------------------------- | -------------------------------- | -------------------------------- | -------------------------------- |
| 1986                             | لم تشارك                         | -                                | -                                | -                                | -                                | -                                | -                                |                                  |
| 1988                             | لم تشارك                         | -                                | -                                | -                                | -                                | -                                | -                                |                                  |
| 1990                             | لم تشارك                         | -                                | -                                | -                                | -                                | -                                | -                                |                                  |
| 1992                             | لم تشارك                         | -                                | -                                | -                                | -                                | -                                | -                                |                                  |
| 1994                             | لم تشارك                         | -                                | -                                | -                                | -                                | -                                | -                                |                                  |
| 1996                             | لم تشارك                         | -                                | -                                | -                                | -                                | -                                | -                                |                                  |
| 1998                             | انسحاب                           | -                                | -                                | -                                | -                                | -                                | -                                |                                  |
| 2000                             | انسحاب                           | -                                | -                                | -                                | -                                | -                                | -                                |                                  |
| 2002                             | انسحاب                           | -                                | -                                | -                                | -                                | -                                | -                                |                                  |
| 2004                             | لم تتأهل                         | -                                | -                                | -                                | -                                | -                                | -                                |                                  |
| 2006                             | انسحاب                           | -                                | -                                | -                                | -                                | -                                | -                                |                                  |
| 2008                             | لم تتأهل                         | -                                | -                                | -                                | -                                | -                                | -                                |                                  |
| 2010                             | لم تتأهل                         | -                                | -                                | -                                | -                                | -                                | -                                |                                  |
| 2012                             | لم تشارك                         | -                                | -                                | -                                | -                                | -                                | -                                |                                  |
| 2014                             | لم تتأهل                         | -                                | -                                | -                                | -                                | -                                | -                                |                                  |
| الاجمالي                         |                                  | 0                                | 0                                | 0                                | 0                                | 0                                | 0                                |                                  |